# Parorchestia tenuis
Espèce
Parorchestia tenuis est une espèce de crustacés amphipodes de la famille des Talitridae.
C'est une espèce épigée, à la carapace latéralement comprimée, qui vit dans les eaux douces du sud de la région de Wellington (Nouvelle-Zélande) où elle se nourrit de la nécromasse végétale ou animale.